# Copa Juan Pinto Durán
La Copa Juan Pinto Durán fue un torneo amistoso de fútbol disputado entre las selecciones de fútbol adultas de Chile y la Uruguay y tuvo ocho ediciones. La primera edición fue en 1963, con triunfo de la selección de fútbol de Uruguay, y la última ocasión fue en 1988 con triunfo de la selección de fútbol de Uruguay.
El nombre de la copa proveniente de un dirigente de fútbol de Chile, Juan Pinto Durán, uno de los organizadores de la Copa Mundial de Fútbol de 1962.

## Lista de campeones por año
| Año          | Campeón       | Subcampeón    |
| ------------ | ------------- | ------------- |
| 1963 Detalle | Uruguay       | Chile         |
| 1965 Detalle | No se definió | No se definió |
| 1971 Detalle | Chile         | Uruguay       |
| 1975 Detalle | Uruguay       | Chile         |
| 1977 Detalle | Uruguay       | Chile         |
| 1979 Detalle | Chile         | Uruguay       |
| 1981 Detalle | Uruguay       | Chile         |
| 1988 Detalle | Uruguay       | Chile         |

## Palmarés
| Selección | Títulos | Años campeón                 |
| --------- | ------- | ---------------------------- |
| Uruguay   | 5       | 1963, 1975, 1977, 1981, 1988 |
| Chile     | 2       | 1971, 1979                   |